# Прочный корпус

Схематический разрез однокорпусной ПЛ
1 — прочный корпус

Прочный корпус (ПК) — корпус подводной лодки (ПЛ), предназначенный выдерживать забортное давление в подводном положении.
Является основой для остальных конструкций подводной лодки (ПЛ). Содержит все основное оборудование, а часто и грузы.

## Форма

Схематический продольный разрез пр. 613.
1 — прочный корпус,
2, 3 — межотсечные переборки,
4 — прочная рубка,
5 — шлюзы палубных люков,
6 — торпедные аппараты,
7 — торпедопогрузочный люк

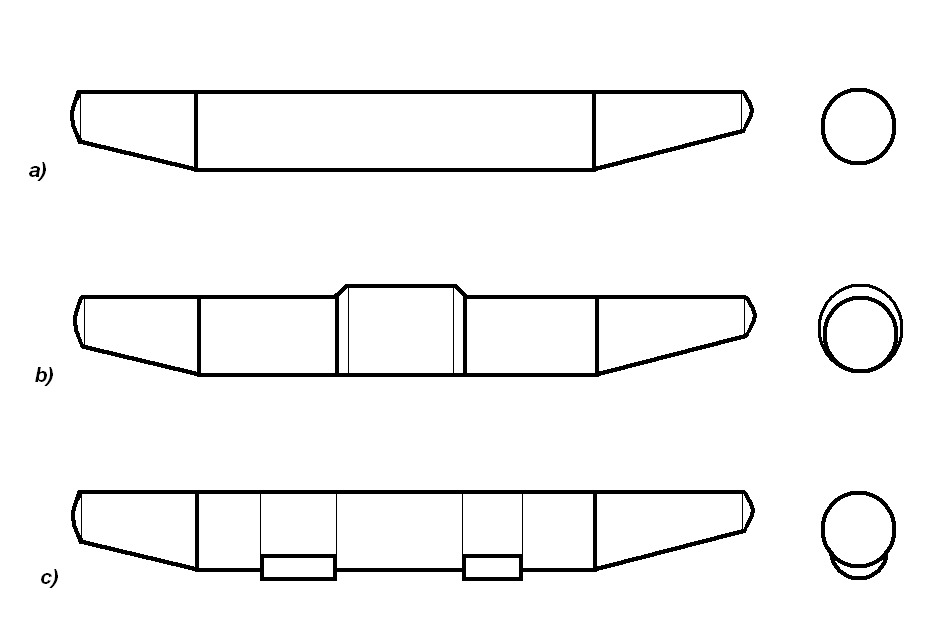
Формы прочного корпуса:
a) цилиндрическая
b) с уступом вверх
c) восьмерка

Выполняется толстостенным (обшивка толщиной 10…25 мм и более), в форме сосуда внешнего давления с соответствующими конструктивными элементами повышения устойчивости. Идеальный сосуд внешнего давления по соотношению массы к полезному объёму - это сфера. Но сферический корпус нерационален. Поэтому применяют компромисс — обычно ПК бывает цилиндрическим, со сферическими оконечностями, напоминает цистерну или баллон для сжатых газов.
По форме прочный корпус представляет собой сопряженные цилиндрические и конические секции. В зависимости от вида сопряжения различают типы конструкции ПК. Наиболее распространены: цилиндрический с усеченными конусами, цилиндрический с уступами вверх, с сопряженными цилиндрами с уступами вниз (восьмерка).

## Элементы конструкции
Для придания дополнительной жёсткости прочный корпус, аналогично корпусу надводного корабля, укреплён набором — шпангоутами, стрингерами и т. д. Для обеспечения живучести он разделен водонепроницаемыми переборками (называются прочными переборками) на отсеки. Прочные переборки же являются опорой секций корпуса. Концевые отсеки обычно выполняются коническими. В идеале все межотсечные переборки должны выдерживать то же давление, что и прочный корпус. Но добиться этого возможно не всегда. Поэтому только часть отсеков соответствует этому требованию — так называемые отсеки-убежища. Например, на ПЛ проекта 613 это I, VI—VII, III (концевые отсеки и центральный пост). Их межотсечные переборки сферические, вогнутые (поскольку переборка под давлением лучше работает на растяжение, чем на сжатие). Внешние переборки концевых отсеков обычно также сферические. С ростом диаметра прочного корпуса делать сферические переборки становится все труднее. На атомных ПЛ большого водоизмещения все внутренние переборки делаются плоскими.
Цель всех конструктивных мер — добиться, чтобы местная прочность была не ниже общей. Иными словами, если забортное давление выбьет, например, клапан в месте приварки, ни толщина обшивки, ни правильная форма корпуса своего назначения не исполнили. Поэтому в местах, где через корпус пропущены патрубки, клапаны, торпедные аппараты (ТА) и т. д., делаются усиления — дополнительные элементы набора, утолщения обшивки. Все элементы конструкции, испытывающие избыточное давление на глубине, также выполняются прочными.

## Способ соединения
Корпуса ПЛ исключительно сварные. Хотя клёпаные соединения дают большую прочность, и в прошлом строились ПЛ с клёпаным корпусом, как только достижения в сварке позволили перейти на сварные корпуса (1930-40-е годы), повсюду это и сделали ради экономии веса.

## Материалы
Типичный материал прочного корпуса — легированная сталь с высоким пределом текучести. Встречались и титановые корпуса, например проект 705 («Альфа» по классификации НАТО). Они привлекательны из-за большей удельной прочности титана, меньшего удельного веса и немагнитности. К тому же титановые соединения стойки к коррозии — корпус хорошо стоит в морской воде даже без покраски. Но сварка титановых листов представляет проблемы — титан становится хрупким, растрескивается параллельно шву. Борьба с этим явлением удорожает и замедляет постройку. После проекта 941 («Акула») титановые лодки в СССР не строились. На Западе их не строили вообще.

## Прочный корпус и глубина
Способность прочного корпуса выдерживать давление воды определяет такую важнейшую характеристику ПЛ, как глубина погружения. Различают следующие глубины:
- перископная
- стартовая: глубина пуска ракет
- рабочая: максимальная глубина, на которой ПК не испытывает остаточных деформаций; лодка может находиться на ней неограниченно долго
- предельная: максимальная глубина, на которую лодка может погружаться без разрушения; ПК при этом получает остаточные деформации; на практике определяется тестовым погружением без людей
- расчётная: глубина, при которой наступает разрушение; определяется теоретически, по пределу текучести материала ПК